# Marijan Raus
Pour les articles homonymes, voir Raus.
Marijan Raus, né à Varaždin en 1933 et mort le 16 mai 2009, était un arbitre yougoslave (croate) de football des années 1970.

## Carrière
Il a officié dans des compétitions majeures : 
- Coupe de Yougoslavie de football 1971-1972 (finale)
- Coupe de Yougoslavie de football 1975-1976 (finale)
- Coupe d'Asie des nations de football 1976 (1 match)
- Coupe du monde de football des moins de 20 ans 1979 (1 match)
- JO 1980 (1 match)